# Somerville (Massachusetts)
Somerville is een plaats (city) in de Amerikaanse staat Massachusetts, en maakt deel uit van Middlesex County.

## Demografie
Bij de volkstelling in 2000 werd het aantal inwoners vastgesteld op 77.478.
In 2006 is het aantal inwoners door het United States Census Bureau geschat op 74.554, een daling van 2924 (-3,8%).

## Geografie
Volgens het United States Census Bureau beslaat de plaats een oppervlakte van
10,9 km², waarvan 10,6 km² land en 0,3 km² water.

## Plaatsen in de nabije omgeving
De onderstaande figuur toont nabijgelegen plaatsen in een straal van 8 km rond Somerville.

## Geboren
- Harry Nelson Pillsbury (1872-1906), schaker
- Harold Connolly (1931-2010), kogelslingeraar
- Paul Carafotes (23 maart 1963), acteur
- John Fiore, acteur, filmproducent en scenarioschrijver